# 卡多米造山运动
卡多米造山运动（英语：Cadomian Orogeny）是新元古代晚期（约6.5-5.5亿年前）的一个或一系列的构造事件，其中可能包括山脉的形成。该运动发生在冈瓦纳大陆的边缘，涉及一个或多个岛弧的碰撞以及隱沒帶上的物质积聚。其确切的事件和地理位置尚不确定，但被认为涉及阿瓦隆尼亚、阿摩里卡和伊比利亚的地形。在该运动中变形（deform）的岩石于欧洲数地发现，包括法国北部、英格蘭中部地區、德国南部、波西米亚、波兰南部和伊比利亚半岛西南部。 
该运动名称来自法国北部城市卡昂的拉丁语名称“Cadomus”，由 L·贝特朗（L Bertrand）于1921年命名。 